# منصور شوکان
منصور شوکان (انگلیسی: Mansor Shawkan؛ زادهٔ ۱۹ اکتبر ۱۹۹۵) بازیکن فوتبال اهل امارات متحده عربی است.